# Владимировское сельское поселение (Ростовская область)
Владимировское сельское поселение — муниципальное образование в Красносулинском районе Ростовской области.
Административный центр поселения — станица Владимировская.

## География
Владимировское сельское  поселение образовано 1 января 2006 года, административным центром определена станица Владимировская.

## Административное устройство
В состав Владимировского сельского поселения входят:
- станица Владимировская,
- хутор Большая Федоровка,
- хутор Малая Федоровка,
- хутор Малое Зверево,
- хутор Русско-Прохоровский.

## Население
| 2010  | 2012  | 2013  | 2014  | 2015  | 2016  | 2017  |
| ----- | ----- | ----- | ----- | ----- | ----- | ----- |
| 2633  | ↘2531 | ↘2464 | ↘2433 | ↘2410 | ↘2384 | ↘2346 |
| 2018  | 2019  | 2020  | 2021  |       |       |       |
| ↘2326 | ↘2293 | ↘2274 | ↘2262 |       |       |       |